# Manchester Trophy 2008
Il Manchester Trophy 2008 è stato un torneo di tennis facente parte della categoria ATP Challenger Series nell'ambito dell'ATP Challenger Series 2008. Il torneo si è giocato a Manchester in Gran Bretagna dal 14 al 20 luglio 2008 su campi in erba e aveva un montepremi di €30 000.

## Vincitori

### Singolare
Björn Rehnquist ha battuto in finale  Richard Bloomfield con il punteggio di 7–6(8) 0–6 6–3

### Doppio
Adam Feeney /  Robert Smeets hanno battuto in finale  Harsh Mankad /  Ashutosh Singh con il punteggio di 6–3 6(5)–7 [10–6]